# Aeroportul Rincón de los Sauces
Aeroportul Rincón de los Sauces (IATA: RDS, ICAO: SAHS) este un aeroport din Provincia Neuquén, Argentina ce deservește zona Rincón de Los Sauces⁠(d).
Situat la o altitudine de 587 m, aeroportul dispune de o singură pistă.